# Sindaci di Durazzo
Il sindaco di Durazzo è l'organo monocratico posto al vertice dell'amministrazione comunale di Durazzo.

## Lista
- Mehmet Gruda (1920-1921)
- Kost Paftali (1922-1924)
- Hysen Myshketa (giugno-dicembre 1924)
- Jahja Ballhysa (1926)
- Abedin Nepravishta (1927-1928)
- Ahmet Dakli (1929-1937)
- Rustem Ymeri (1937-1939)
- Shefqet Celkupa (1939-1940)
- Llazar Tuni (1940-1943)
- Spiro Truja (ottobre 1943-maggio 1944)
- Mahmut Cela (maggio-novembre 1944)
- Nikolle Tirana (1944-1947)
- Qirjako Notidhi (1947-1948)
- Vlash Prifti (1948-1949)
- Nasi Driza (1949-1952)
- Zeqir Duma (1953-1956)
- Petraq Titani (1957-1959)
- Haki Kokomani (1959-1961)
- Ramazan Vogli (1961-1962)
- Bajram Thermia (1962-1971)
- Halit Nova (1972-1974)
- Bajram Hasa (1975-1979)
- Mihallaq Bushamaku (1979-1983)
- Sotir Luarasi (1983-1989)
- Ymer Balla (1989-1990)
- Petraq Koto (gennaio-agosto 1991)
- Nevruz Cela (ottobre 1991-marzo 1992)
- Shkelzen Jakova (marzo-settembre 1992)
- Tomor Golemi (1992-1996)
- Arqile Gorea (1996-2000)
- Miri Hoti (2000-2003)
- Lefter Koka (2003-2007)
- Vangjush Dako (2007-2019)
- Valbona Sako (giugno-dicembre 2019)
- Zhuljen Varfaj (dicembre 2019-aprile 2020)
- Emiriana Sako (da aprile 2020)